# B with Me
„B with Me” este un cântec al grupului muzical britanic Mis-Teeq. Acesta fost compus de Bump și Flex pentru primul material discografic de studio al grupului, Lickin' On Both Sides. Piesa a fost lansată ca cel de-al patrulea single al albumului în luna februarie a anului 2002.
Discul a obținut locul 5 în UK Singles Chart, devenind cel de-al patrulea cântec al grupului ce obține o clasare de top 10. „B with Me” a câștigat poziții de top 100 și în Australia și Olanda.

## Lista cântecelor
Casetă distribuită în Regatul Unit
1. „B with Me”

## Clasament
| Clasament               | Poziția maximă | Referință |
| ----------------------- | -------------- | --------- |
| Australia Singles Chart | 19             | [ 4 ]     |
| Dutch Singles Chart     | 77             | [ 4 ]     |
| UK Singles Chart        | 5              | [ 5 ]     |